# E Street Radio

Logo

E Street Radio ist ein von Sirius XM ausgestrahlter Radiosender, dessen Programm sich ausschließlich auf Bruce Springsteen und die E Street Band konzentriert. Der Sender ist auf Sirius Kanal 20 und über Dish Network auf Kanal 6020 empfangbar. Sein Angebot umfasst eine breite Palette an Inhalten, darunter Interviews, Gast-Discjockey-Sessions, Studio-Outtakes, Konzertmitschnitte und musikalische Raritäten der Band.
Der Sender startete ursprünglich am 1. November 2005 auf der Sirius-Plattform. Dieser Start fiel mit der Veröffentlichung der 30. Jubiläumsausgabe von Springsteens Album Born to Run zusammen. Die erste Sendelaufzeit endete nach drei Monaten am 31. Januar 2006.
Sirius Satellite Radio legte E Street Radio am 27. September 2007 auf Kanal 10 neu auf, zeitlich abgestimmt auf die Veröffentlichung von Springsteens Album Magic und den Beginn der zugehörigen Magic Tour. Die Programmgestaltung der Wiederauflage übernahm Thomas Wilkinson.
Prominente Persönlichkeiten, die sich als Fans von Bruce Springsteen bekennen, treten regelmäßig auf dem Kanal auf. Zu den bekannten Gastauftritten zählten unter anderem Brian Williams, Tom Morello, Pete Yorn, Dr. Oz sowie Jay Weinberg, der Sohn von E Street Band-Mitglied Max Weinberg.
Am 9. März 2012 feierte E Street Radio sein zehnjähriges Jubiläum im Satellitenradio. Aus diesem Anlass fand ein exklusiver Live-Auftritt von Bruce Springsteen und der E Street Band im Apollo Theater statt, der zugleich den Auftakt der Wrecking Ball Tour markierte.